# Manduca hoffmanni
Manduca hoffmanni är en fjärilsart som beskrevs av Clark 1917. Manduca hoffmanni ingår i släktet Manduca och familjen svärmare. Inga underarter finns listade i Catalogue of Life.